# Vražda (rybník, okres Mladá Boleslav)
Vražda je rybník v okrese Mladá Boleslav ležící asi 2 km vsv. od obce Březno na příslušném katastrálním území.

## Popis
Je to chovný rybník s vodní plochou 21,6 ha.
Na severním břehu leží dvůr Matrovice. Odtok rybníka je propojen s odtokem z blízkého Matrovického rybníka (plocha 4,8 ha).
Dříve, v době rozkvětu rybníkářství, býval poblíž mnohem větší Velký rybník, ale později byl vysušen.

## Vodní režim
Rybník je napájen Křešovským potokem (největší rybník na jeho toku) a sezónně jedním dalším menším přítokem. Po dalších 1,3 kilometrech se Křešovský potok vlévá do Klenice severně od Března.

## Panorama

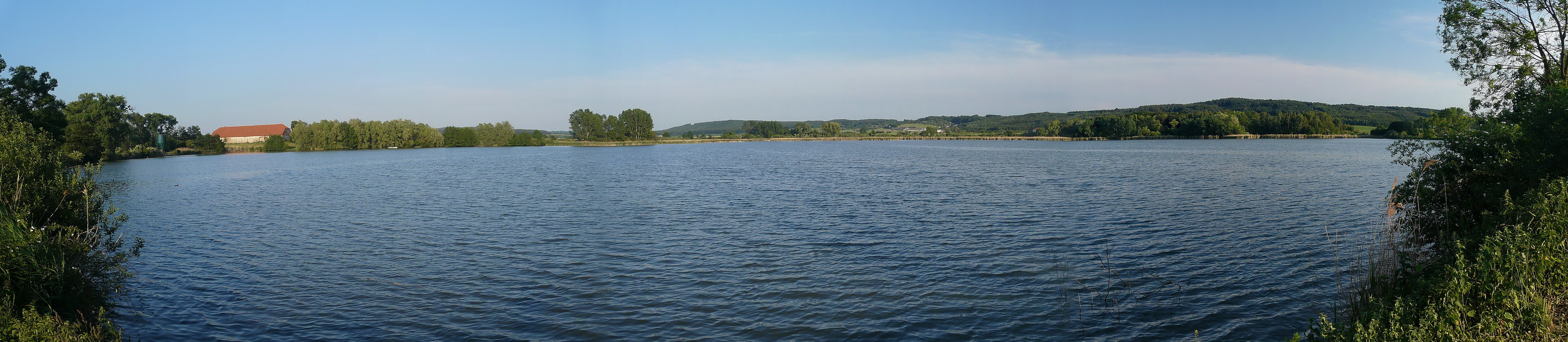
Rybník Vražda, v pozadí Chloumecký hřbet